# Štěpánkovice (przystanek kolejowy)
Štěpánkovice – przystanek kolejowy w Štěpánkovicach (okres Opawa), w kraju morawsko-śląskim, w Czechach. Przystanek znajduje na wysokości 260 m n.p.m. i leży na linii kolejowej nr 318.